# Височанська сільська рада (Томашпільський район)
Височанська сільська рада — колишній орган місцевого самоврядування у Томашпільському районі Вінницької області з адміністративним центром у с. Високе.

## Населені пункти
Сільській раді були підпорядковані населені пункти:
- с. Високе

## Склад ради
Рада складалася з 12 депутатів та голови.

## Керівний склад сільської ради
| ПІБ                          | Основні відомості                                                               | Дата обрання | Дата звільнення |
| ---------------------------- | ------------------------------------------------------------------------------- | ------------ | --------------- |
| Григоренко Микола Васильович | Сільський голова, 1964 року народження, освіта, безпартійний                    | 26.03.2006   | 31.10.2010      |
| Григоренко Микола Васильович | Сільський голова, 1964 року народження, освіта середня спеціальна, безпартійний | 31.10.2010   |                 |

Примітка: таблиця складена за даними джерела